# Erdősova–Turánova hypotéza
Erdősova–Turánova hypotéza je nevyřešená hypotéza z oblasti aditivní teorie čisel, která zobecňuje Szemerédiho větu. Podle této hypotézy každá podmnožina přirozených čísel {\displaystyle A} taková, že součet převrácených hodnot jejích prvků diverguje, tedy
{\displaystyle \sum _{n\in A}{\frac {1}{n}}=\infty },
obsahuje konečné aritmetické posloupnosti libovolné délky.
Pro speciální případ posloupnosti prvočísel bylo už tvrzení dokázané, jedná se o Greenovu–Taovu větu.